# Centrifugation gazeuse

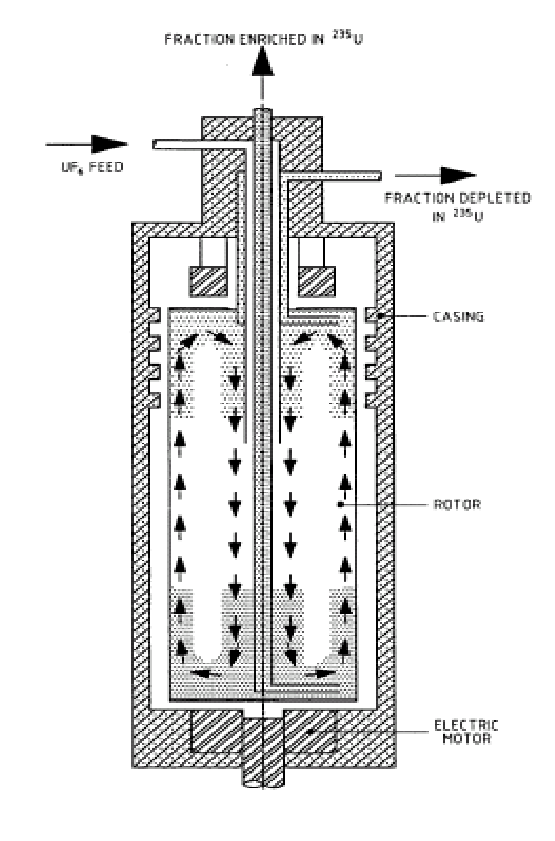
Diagramme d'une centrifugeuse.

La centrifugation gazeuse ou ultracentrifugation gazeuse est un procédé de séparation isotopique où la matière à enrichir se trouve à l'état gazeux. Ce procédé de centrifugation utilise la force centrifuge sur les molécules chimiquement identiques mais de masses différentes, pour créer un gradient radial de teneur isotopique.
Le principal usage de ces centrifugeuses est l'enrichissement de l'uranium en uranium 235. L'ultracentrifugation gazeuse a été développée pour remplacer le procédé par diffusion gazeuse, beaucoup plus coûteux en énergie. De plus, le procédé est plus sûr : les quantités de matière dans les centrifugeuses sont réduites, et en dépression par rapport à la pression atmosphérique.
Une centrifugeuse élémentaire ne permettant qu'un faible coefficient de séparation, les étapes de centrifugation doivent être multipliées dans une cascade d'enrichissement.

## Historique

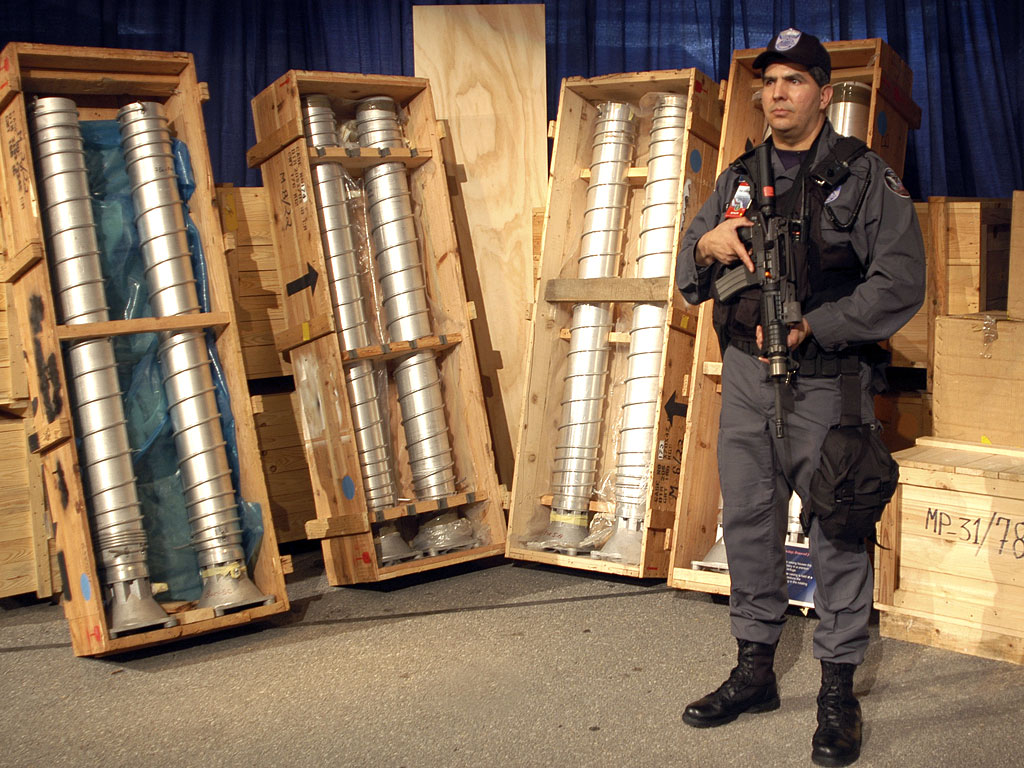
Centrifugeuses de contrebande produites par Abdul Qadeer Khan, saisies en Italie avant leur exportation prévue en Libye.

La première application de l'ultracentrifugation aux molécules d’un mélange gazeux est due à Georg Bredig en 1895. Le procédé appliqué à la séparation isotopique a été décrit dès 1919 par Lindemann et Aston, et utilisé avec succès en 1934 par Jesse Beams et son équipe à l'université de Virginie pour la séparation des isotopes du chlore,.
Le procédé a été l'un des moyens de séparation isotopique initialement envisagé par le projet Manhattan, mais les développements du procédé ont été arrêtés en 1944, quand il est devenu clair qu'une industrialisation ne pouvait pas être atteinte avant la fin de la guerre et que d'autres moyens d'enrichissement (la diffusion gazeuse et la séparation électromagnétique) avaient de meilleures chances d'aboutir à court terme.
Pour l'enrichissement de l'uranium, le procédé a été étudié à partir des années 1950 et finalement mis au point par l'Union soviétique, par une équipe dirigée par l'Allemand Max Steenbeck, avec la centrifugeuse de type Zippe (du nom de l'ingénieur allemand qui avait exporté la technologie russe aux États-Unis en 1958). Une usine pilote a été construite en 1957, ce qui a permis à l'URSS de prendre la place de premier producteur mondial. Avec la mise au point de cette centrifugeuse, la centrifugation gazeuse est devenue un procédé de séparation isotopique très économique, employant nettement moins d'énergie que son prédécesseur industriel, la diffusion gazeuse, entre autres avantages.
Les éléments essentiels de la centrifugeuse ont été brevetés en occident en 1957, par deux anciens membres de l'équipe de Steenbeck, Max Steenbeck et Rudolf Scheffel,. Les Pays-Bas, le Royaume-Uni et l'Allemagne se sont alors engagés par le traité d'Almelo dans un programme de coopération visant à développer l'ultracentrifugation gazeuse, à travers l'entreprise commune Urenco. Cette technologie est à présent détenue par Enrichment Technology Company (ETC), filiale commune de Urenco et de Areva.
C'est par une filiale d'Urenco que le Pakistanais Abdul Qadeer Khan a obtenu des informations sur ces centrifugeuses et les a emportées au Pakistan en 1975. Ces informations ont conduit à son utilisation pour produire de l'uranium hautement enrichi, tant pour les réacteurs pakistanais que pour ses armes atomiques. L'équipe du docteur Khan a publié des articles dans les journaux scientifiques mondiaux sur des méthodes d'essai de centrifugeuse. En Occident, de telles publications auraient été classées secrètes, mais le docteur Khan se vante de vouloir percer « les nuages de ce soi-disant secret ». Par la suite, le docteur Khan a engagé des transactions pour exporter cette technologie vers au moins cinq États : l'Irak, l'Iran, la Syrie, la Corée du Nord et la Libye.
Cette solution tend à remplacer les autres alternatives d'enrichissement (procédé laser, séparation électromagnétique ou diffusion thermique liquide et même séparation par diffusion gazeuse, très consommatrice d'énergie). L'enrichissement accroît le taux d'isotope 235 (de 0,7 %, il passe de 4 à 6 % selon la durée de centrifugation, et selon la commande du client).
Elles sont nécessaires pour la production de combustible nucléaire, mais aussi pour la production de matériel militaire, ce pourquoi les usines d'enrichissement et le nombre de centrifugeuses sont surveillés par l'Agence internationale de l'énergie atomique. À titre d'exemple, l'Iran, qui a déjà une usine en activité à Natanz (pouvant accueillir 54 000 centrifugeuses, au moins 8 582 mi-2010 prévoit neuf autres usines et a annoncé construire sa troisième usine en 2011).

## Fonctionnement théorique
La centrifugation gazeuse utilise une vitesse de rotation très rapide pour soumettre les molécules de composition chimique identique mais de masses différentes (donc, de densités différentes) à une force centrifuge très intense, ce qui créé un gradient radial dans la teneur du mélange isotopique (outre le gradient de pression). Les molécules tendent alors à se stratifier selon leur masse moléculaire, les molécules les plus lourdes étant plaquées préférentiellement contre la paroi, et les plus légères migrant vers le centre. Ce procédé peut être appliqué à la plupart des fluides.
Dans un cylindre en rotation, la pression du gaz (ainsi que la pression partielle de chaque isotope) varie exponentiellement suivant le rayon :
{\displaystyle P_{r}=P_{0}\cdot \exp \left({\frac {M}{2RT}}\cdot \omega ^{2}r^{2}\right)}
Le facteur de séparation, donné par la variation de la richesse Rr, s'en déduit en fonction de la distance r de l'axe. Si M1 et M2 sont les masses molaires des molécules centrifugées, le gradient de richesse est donné par :
{\displaystyle R_{r}=R_{0}\cdot \exp \left({\frac {M_{1}-M_{2}}{2RT}}\cdot \omega ^{2}r^{2}\right)}
Dans cette formule R est la constante des gaz parfaits et T est la température absolue.
Cette formule montre l'importance de la vitesse périphérique de rotation, l'enrichissement variant comme (ωr)2 toutes choses égales par ailleurs. Il est donc souhaitable a priori de construire des centrifugeuses présentant un rayon important et une vitesse de rotation élevée. Cependant, un ωr trop élevé conduirait à l'éclatement du cylindre ; ce facteur est donc limité par le rapport entre la densité ρ et la résistance à la rupture σ du matériau employé. La vitesse périphérique ωr doit être inférieure à la vitesse de rupture du matériau :
{\displaystyle (\omega r)_{max}=\left({\frac {\sigma }{\rho }}\right)^{1/2}}
De plus, un contre-courant est créé entre la base chaude de la colonne et son sommet refroidi : par gradient thermique provoquant un mouvement de convection, ou mécaniquement, par la forme des écopes,,. Les molécules légères centrales s'élèvent vers le haut, où elles sont partiellement prélevées au centre ; tandis que les plus lourdes, à la périphérie, vont vers le bas, où elles sont partiellement prélevées à la périphérie. Dans cette configuration, chaque segment vertical fonctionne comme un échangeur élémentaire à contre-courant, et l'ensemble du cylindre revient à mettre la séparation précédente en cascade sur toute sa longueur. Le facteur de séparation entre l'extrémité chaude L et l'extrémité froide O est alors dépendant du rapport de longueur L du cylindre à son diamètre 2ra, et est donné par :
{\displaystyle R_{L}=R_{O}\cdot \exp \left({\frac {M_{1}-M_{2}}{2RT}}\cdot \omega ^{2}r_{a}^{2}\cdot {\frac {L}{2r_{a}}}\right)}
Le pouvoir séparateur maximal d'une machine est approximativement et théoriquement donné par l'expression (formulée par Dirac) :
{\displaystyle (\delta U)_{max}=D\cdot \rho \cdot \left({\frac {M_{1}-M_{2}}{2RT}}\cdot \omega ^{2}r_{a}^{2}\right)^{2}\cdot {\frac {\pi L}{2}}\;{\rm {g/s}}}
D est la constante d'interdiffusion isotopique, inversement proportionnelle à ρ (ce qui fait que le pouvoir séparateur d'une unité est indépendant de la pression de travail). On voit sur cette expression qu'il convient de réaliser des cylindres longs, et de les faire tourner aux limites que permet la résistance de leur matériau constitutif. En réalité, le pouvoir séparateur n'est pas proportionnel à la puissance quatrième de ωr, mais se rapproche plutôt de la puissance seconde.
Un autre facteur limitant apparaît alors, celui des modes propres du cylindre, d'autant plus pénalisants que le cylindre sera long, et susceptibles d'entraîner des instabilités et des ruptures quand la fréquence de rotation atteint ces valeurs. Les fréquences critique sont celles d'un cylindre creux à paroi très mince, dont la première est donnée par la formule :
{\displaystyle (\omega r)_{crit}={\frac {\pi ^{2}}{2}}\cdot \left({\frac {2r}{L}}\right)^{2}\cdot \left({\frac {E_{//}}{8\rho }}\right)^{1/2}}
Où E// est le module de Young axial du matériau.

## Description technique

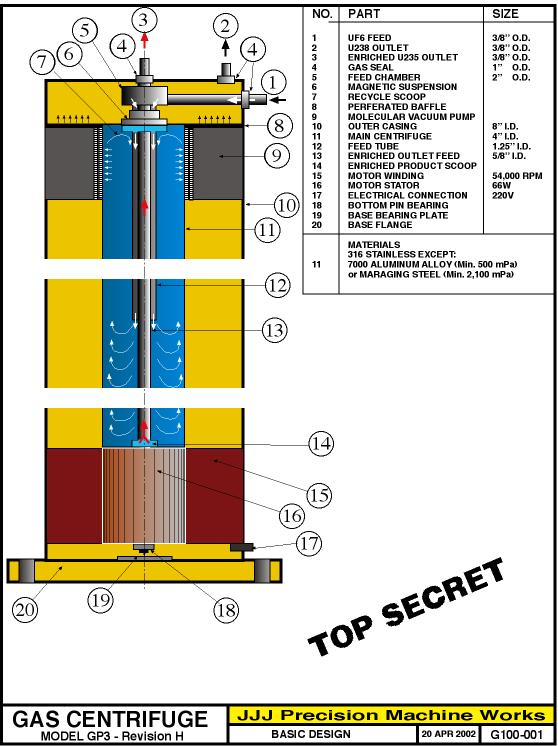
Plan d'une centrifugeuse.

Contrairement aux opérations classiques de centrifugation, qui se font généralement par lot, la centrifugation gazeuse est un procédé continu, ce qui permet sa mise en cascade, les appareils s'alimentant successivement pour augmenter progressivement la teneur du mélange.
La centrifugeuse est constituée par un rotor tournant à très haute fréquence. L'axe du rotor est creux, ce qui permet de faire passer le tuyau d'arrivée du gaz à séparer, ainsi que les tuyaux de sortie des gaz enrichi et appauvri. Les prélèvements se font aux extrémités de la colonne. L'ensemble est contenu dans un carter étanche, maintenu sous vide pendant les opérations pour minimiser les frottements.
Les centrifugeuses doivent être soigneusement réglées et équilibrées pour ne pas présenter de balourd.
Il y a une différence fondamentale entre les centrifugeuses courtes et celles de type longiligne. Les centrifugeuses courtes n'ont pas à traverser de fréquence critique, parce que celle-ci se trouve au-delà de leur fréquence de fonctionnement ; à l'inverse, pour rejoindre leur fréquence de fonctionnement, les tubes longilignes doivent passer rapidement à travers toute une série de fréquences critiques, où la résonance de la fréquence de rotation sur les modes propres de la machine peut conduire à des instabilités et la destruction de l'assemblage. Pour cette raison, une centrifugeuse longiligne ne peut pas être fabriquée à partir d'un tube unique, mais doit être constituée par des segments séparés par des joints plus élastiques. La fonction de ces joints est d'abaisser la valeur des fréquences critiques, ce qui permet au rotor de les dépasser plus rapidement lors de son accélération. Chaque segment est de longueur sous-critique, et les jonctions ont des fréquences critiques différentes de celle des segments.
La conception détaillée et les travaux d'optimisation technique des centrifugeuses n'est généralement pas accessible, à cause de leur sensibilité en matière de prolifération nucléaire.

## Cascade

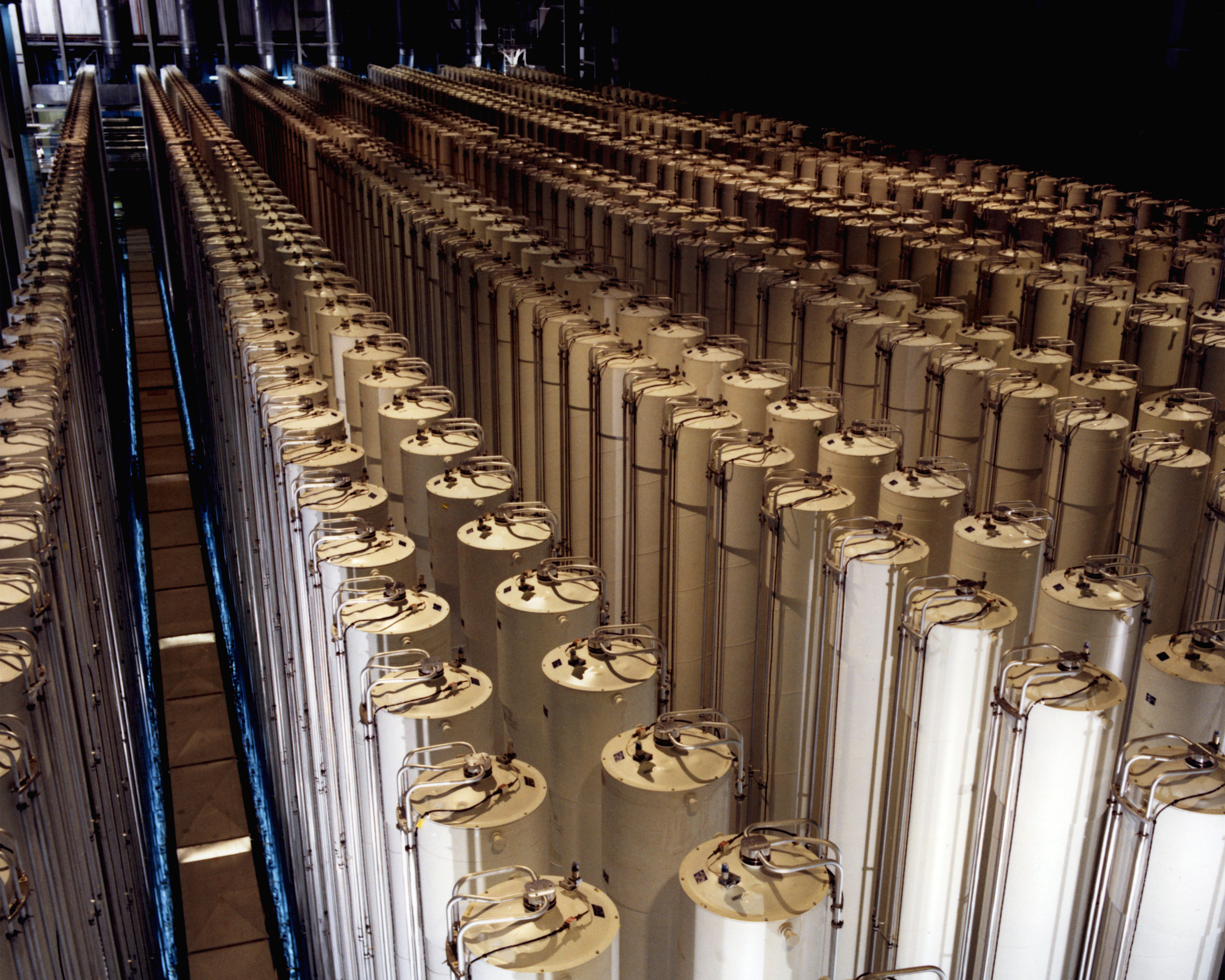
Cascade de centrifugeuses testées pour l'enrichissement d'uranium (U.S. gas centrifuge testbed, Piketon, Ohio, 1984). Chaque centrifugeuse fait ici près de 12 mètres de haut. Les centrifugeuses modernes sont plus courtes, de l'ordre de 5 mètres.

En pratique, de nombreuses centrifugeuses identiques sont couplées dans un procédé en cascade. Chaque centrifugeuse reçoit une alimentation et produit deux sorties, un flux enrichi et un autre appauvri. Le flux enrichi alimente l'étage suivant, et le flux appauvri retourne comme alimentation à l'étage précédent.
Le coût technique d'une séparation isotopique donnée est évalué en unité de travail de séparation, ou UTS. La performance d'une centrifugeuse élémentaire ou celle d'une cascade d'enrichissement se mesure par la quantité d'UTS qu'elle est capable de produire annuellement.

## Applications
La principale application de cette technique est l'enrichissement de l'uranium, où l'uranium est enrichi sous forme d'hexafluorure d'uranium (UF6).
Pour éviter la formation d'isotopes radioactifs indésirables par activation neutronique, il est parfois nécessaire d'appauvrir le zinc de son isotope 64Zn, de sa concentration naturelle de 48,6 % à moins de 1 %. Cette séparation isotopique est réalisée sur le diéthylzinc ; le zinc appauvri résultant est employé par l'industrie nucléaire comme inhibiteur de corrosion.